# 谢里登县 (北达科他州)
谢里登县（英語：Sheridan County）是位于美国北达科他州的县。根据2020年人口普查结果显示，该县人口为1,265人，是北达科他州人口第三少的州。该县的县治为麦克拉斯基。